# Красота спасёт мир
«Красота спасёт мир» — крылатая фраза из романа Ф. М. Достоевского «Идиот», которую в третьей части пятой главы произносит 18-летний юноша Ипполит Терентьев, ссылаясь на переданные ему Николаем Иволгиным слова князя Мышкина:
Правда, князь [Мышкин], что вы раз говорили, что мир спасет „красота“? Господа, — закричал он [Ипполит] громко всем, — князь утверждает, что мир спасет красота! А я утверждаю, что у него оттого такие игривые мысли, что он теперь влюблен. Господа, князь влюблен; давеча, только что он вошел, я в этом убедился. Не краснейте, князь, мне вас жалко станет. Какая красота спасет мир? Мне это Коля пересказал… Вы ревностный христианин? Коля говорит, вы сами себя называете христианином.
Князь рассматривал его внимательно и не ответил ему.Ф. М. Достоевский, «Идиот» (1868)
Князь Мышкин в данных формулировках не рассуждает про красоту и только однажды уточняет про Настасью Филипповну, добра ли она: «Ах, кабы добра! Все было бы спасено!».
В контексте «Идиота» принято говорить в первую очередь о силе внутренней красоты — именно так толковать эту фразу предлагал сам писатель. Во время работы над романом он писал поэту и цензору Аполлону Майкову, что поставил себе целью создать идеальный образ «вполне прекрасного человека», имея в виду князя Мышкина. При этом в черновиках романа есть следующая запись: «Мир красотой спасется. Два образчика красоты», — после чего автор рассуждает о красоте Настасьи Филипповны. Для Достоевского поэтому важно оценить спасительную силу как внутренней, духовной красоты человека, так и его внешности. В сюжете «Идиота» можно найти отрицательный ответ: красота Настасьи Филипповны, как и чистота князя Мышкина, не делает жизнь других персонажей лучше и не предотвращает трагедию.
Ф. М. Достоевский в своем толковании красоты выступает единомышленником немецкого философа Иммануила Канта, говорившего о «нравственном законе внутри нас», о том, что «прекрасное — это символ морального добра». Эту же мысль Ф. М. Достоевский развивает и в других своих произведениях. Так, если в романе «Идиот» он пишет, что мир красота спасет, то в романе «Бесы» (1872) логически заключает, что «некрасивость убьет…». Позже, в романе «Братья Карамазовы» (1880), герои снова заговорят о силе красоты. Брат Митя уже не сомневается в её спасительной силе: он знает и чувствует, что красота способна сделать мир лучше. Но в его же понимании она обладает и разрушительной силой. А мучиться герой будет из-за того, что не понимает, где именно пролегла граница между добром и злом.
Прокопьева М. Ю. отмечает: «Ф. М. Достоевский же провозглашает Красоту как норму и как здоровье, как „спасающую“ силу, как идеал. Но только „здоровый человек есть наиболее земной человек, а стало быть, должен жить одною здешнею жизнью, для полноты и для порядка. Ну а чуть заболел, чуть нарушился нормальный земной порядок в организме, тотчас и начинает сказываться возможность другого мира, и чем больше болен, тем и соприкосновений с другим миром больше, так что когда умрёт совсем человек, то прямо и перейдет в другой мир“».